# Campionati Europei Under-17 2013 (hockey su pista)
I campionati europei Under-17 2013 sono stati la 32ª edizione del torneo di hockey su pista per squadre nazionali maschili Under-17.
Il torneo si è svolto ad Alcobendas, in Spagna dall'1 al 7 settembre 2013. 

## Formula
Il torneo ha visto la partecipazione di 10 squadre nazionali, per cui l’organizzazione ha deciso di dividere queste ultime in due gironi.
I gironi erano composti rispettivamente da 5 squadre ciascuno.

## Fase preliminare

### Girone A
| Squadra     | Pt | G | V | N | P | GF | GS | GD  |
| ----------- | -- | - | - | - | - | -- | -- | --- |
| Spagna      | 12 | 4 | 4 | 0 | 0 | 25 | 2  | 23  |
| Italia      | 9  | 4 | 3 | 0 | 1 | 20 | 3  | 1   |
| Svizzera    | 6  | 4 | 2 | 0 | 2 | 11 | 14 | -3  |
| Inghilterra | 3  | 4 | 1 | 0 | 3 | 6  | 23 | -17 |
| Austria     | 0  | 4 | 0 | 0 | 4 | 5  | 25 | -20 |

| Alcobendas 1 settembre 2013 1ª giornata | Spagna | 5 – 0 | Svizzera | Palazzetto dello Sport di Alcobendas |

| Alcobendas 2 settembre 2013 2ª giornata | Inghilterra | 1 – 10 | Italia | Palazzetto dello Sport di Alcobendas |

| Alcobendas 2 settembre 2013 2ª giornata | Austria | 1 – 10 | Spagna | Palazzetto dello Sport di Alcobendas |

| Alcobendas 3 settembre 2013 3ª giornata | Svizzera | 7 – 3 | Austria | Palazzetto dello Sport di Alcobendas |

| Alcobendas 3 settembre 2013 3ª giornata | Spagna | 8 – 0 | Inghilterra | Palazzetto dello Sport di Alcobendas |

| Alcobendas 4 settembre 2013 4ª giornata | Italia | 4 – 0 | Austria | Palazzetto dello Sport di Alcobendas |

| Alcobendas 4 settembre 2013 4ª giornata | Inghilterra | 1 – 4 | Svizzera | Palazzetto dello Sport di Alcobendas |

| Alcobendas 4 settembre 2013 4ª giornata | Italia | 1 – 2 | Spagna | Palazzetto dello Sport di Alcobendas |

| Alcobendas 5 settembre 2013 5ª giornata | Austria | 1 – 4 | Inghilterra | Palazzetto dello Sport di Alcobendas |

| Alcobendas 5 settembre 2013 5ª giornata | Svizzera | 0 – 5 | Italia | Palazzetto dello Sport di Alcobendas |

### Girone B
| Squadra    | Pt | G | V | N | P | GF | GS | GD  |
| ---------- | -- | - | - | - | - | -- | -- | --- |
| Portogallo | 12 | 4 | 4 | 0 | 0 | 29 | 4  | 25  |
| Francia    | 9  | 4 | 3 | 0 | 1 | 22 | 6  | 16  |
| Andorra    | 6  | 4 | 2 | 0 | 2 | 13 | 8  | 5   |
| Germania   | 3  | 4 | 1 | 0 | 3 | 9  | 14 | -5  |
| Israele    | 0  | 4 | 0 | 0 | 4 | 0  | 41 | -41 |

| Alcobendas 1 settembre 2013 1ª giornata | Portogallo | 12 – 0 | Israele | Palazzetto dello Sport di Alcobendas |

| Alcobendas 1 settembre 2013 1ª giornata | Francia | 3 – 2 | Andorra | Palazzetto dello Sport di Alcobendas |

| Alcobendas 2 settembre 2013 2ª giornata | Israele | 0 – 14 | Francia | Palazzetto dello Sport di Alcobendas |

| Alcobendas 2 settembre 2013 2ª giornata | Germania | 1 – 9 | Portogallo | Palazzetto dello Sport di Alcobendas |

| Alcobendas 3 settembre 2013 3ª giornata | Andorra | 8 – 0 | Israele | Palazzetto dello Sport di Alcobendas |

| Alcobendas 3 settembre 2013 3ª giornata | Francia | 4 – 1 | Germania | Palazzetto dello Sport di Alcobendas |

| Alcobendas 4 settembre 2013 4ª giornata | Germania | 0 – 1 | Andorra | Palazzetto dello Sport di Alcobendas |

| Alcobendas 4 settembre 2013 4ª giornata | Portogallo | 3 – 1 | Francia | Palazzetto dello Sport di Alcobendas |

| Alcobendas 5 settembre 2013 5ª giornata | Israele | 0 – 7 | Germania | Palazzetto dello Sport di Alcobendas |

| Alcobendas 5 settembre 2013 5ª giornata | Andorra | 2 – 5 | Portogallo | Palazzetto dello Sport di Alcobendas |

## Fase finale
Le fasi finali del torneo si sono tenute il 6 e il 7 settembre 2013. 

### Semifinali
| Semifinali 1ª - 3ª posizione | Risultato |
| ---------------------------- | --------- |
| Portogallo - Italia          | 8 - 1     |
| Spagna - Francia             | 1 - 3     |
| Semifinali 5ª - 8ª posizione | Risultato |
| Inghilterra - Andorra        | 2 - 6     |
| Svizzera - Germania          | 1 - 2     |

### Finali 1ª - 8ª posizione
| Finali 1ª - 3ª posizione | Risultato |
| ------------------------ | --------- |
| Portogallo - Francia     | 6 - 3     |
| Italia - Spagna          | 1 - 5     |
| Finali 5ª - 8ª posizione | Risultato |
| Andorra - Germania       | 5 - 1     |
| Inghilterra - Svizzera   | 3 - 1     |

### Finale 9ª e 10ª posizione
|                   | G1    | G2    | Totale |
| ----------------- | ----- | ----- | ------ |
| Austria - Israele | 5 - 0 | 2 - 5 | 7 - 5  |

## Classifica finale
| Posizione | Squadra     |
| --------- | ----------- |
|           | Portogallo  |
|           | Francia     |
|           | Spagna      |
| 4         | Italia      |
| 5         | Andorra     |
| 6         | Germania    |
| 7         | Inghilterra |
| 8         | Svizzera    |
| 9         | Austria     |
| 10        | Israele     |